# Procordulia fusiformis
Procordulia fusiformis – gatunek ważki z rodziny szklarkowatych (Corduliidae).